# کامی‌کازه (هواگرد)
کامی‌کازه (به انگلیسی: Kamikaze (aircraft)) یک هواپیمای ساختِ کارخانهٔ میتسوبیشی در کشور ژاپن است.